# Lassana Fané
Lassana Fané (ur. 11 listopada 1987 w Bamako) – malijski piłkarz grający na pozycji defensywnego pomocnika.

## Kariera klubowa
Karierę piłkarską Fané rozpoczął w klubie z Bamako o nazwie Djoliba Athletic Club. W 2006 roku zadebiutował w jego barwach w malijskiej Première Division. W 2007 roku osiągnął z nim swój pierwszy sukces, gdy zdobył Puchar Mali. W latach 2008 i 2009 dwukrotnie z rzędu sięgnął z Djolibą po dublet - mistrzostwo i puchar kraju.
W połowie 2009 roku Fané przeszedł do sudańskiego Al-Merreikh Omdurman, z którym na koniec roku został wicemistrzem Sudanu. W 2010 roku przeszedł do libijskiego Al-Ahly Trypolis, a w 2011 roku został zawodnikiem Al Kuwait Kaifan.

## Kariera reprezentacyjna
W reprezentacji Mali Fané zadebiutował w 2008 roku. W 2010 roku został powołany do kadry na Puchar Narodów Afryki 2010.